# Chris Lawrence
Christopher J. Lawrence (Ealing, Londen, 27 juli 1933 - Burghill, 13 augustus 2011) was een Brits Formule 1-coureur uit Engeland. Hij nam in 1966 deel aan 2 Grands Prix voor het team Cooper-Ferrari, maar scoorde hierin geen punten.